# Umwelthaftungsgesetz
Das Umwelthaftungsgesetz regelt die verschuldensunabhängige Anlagenhaftung bei Umwelteinwirkungen. Wird durch eine Umwelteinwirkung, die von einer im Anhang 1 des Gesetzes genannten Anlage ausgeht, jemand getötet, sein Körper oder seine Gesundheit verletzt oder eine Sache beschädigt, so ist der Inhaber der Anlage verpflichtet, dem Geschädigten den daraus entstehenden Schaden zu ersetzen (§ 1 UmweltHaftG).
Es ist ähnlich wie das Produkthaftungsgesetz und andere Gesetze als Gefährdungshaftung aufgebaut.